# 于赞
于赞（法語：Uzein，法語發音：[yzɛ̃]）是法国大西洋比利牛斯省的一个市镇，位于该省东部，属于波城区。

## 地理
于赞（43°23'57"N, 0°25'57"W）面积16.19 平方千米，位于法国新阿基坦大区大西洋比利牛斯省，该省份为法国东南部省份，涵盖了贝阿恩与北巴斯克，西临大西洋比斯開灣，北至朗德省，东北接热尔省，东临上比利牛斯省，南与西班牙接壤。
与于赞接壤的市镇（或旧市镇、城区）包括：欧班、布加尔贝、科比奥斯-洛斯、莱斯卡尔、莫马斯、波埃德莱斯卡尔、索瓦尼翁、维耶勒纳沃-达尔泰兹。
于赞的时区为UTC+01:00、UTC+02:00（夏令时）。

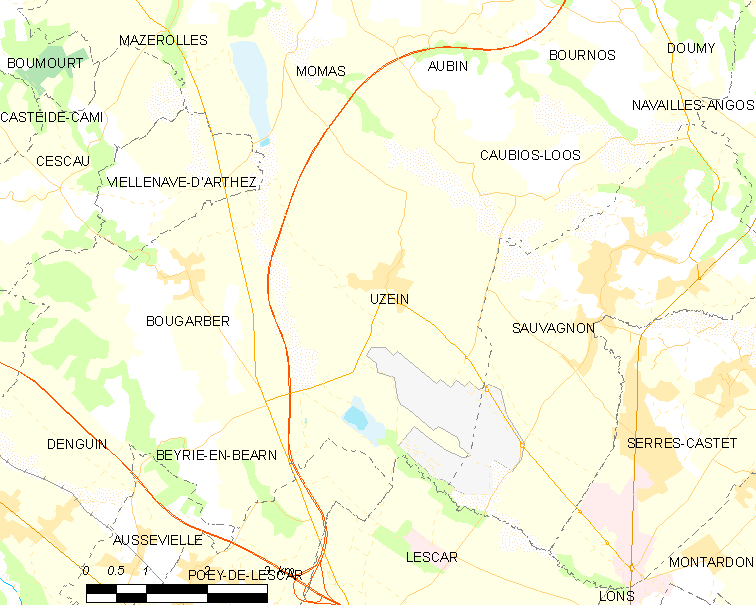
于赞的OSM定位图

## 行政
于赞的邮政编码为64230，INSEE市镇编码为64549。

## 政治
于赞所属的省级选区为莱斯卡尔-激流-蓬隆土地县。

## 人口

1962-2008年间于赞人口变化图示

于赞于2022年1月1日时的人口数量为1320人。